# Kapysticzi
Kapysticzi (ros. Капыстичи) – wieś (ros. село, trb. sieło) w zachodniej Rosji, w sielsowiecie bierieznikowskim rejonu rylskiego w obwodzie kurskim.

## Geografia
Miejscowość położona jest nad rzeką Sejm, 9,5 km od centrum administracyjnego sielsowietu bierieznikowskiego (Bieriezniki), 18 km od centrum administracyjnego rejonu (Rylsk), 93,5 km od Kurska.
W granicach miejscowości znajduje się 231 posesji.

## Historia
Do czasu reformy administracyjnej w roku 2010 wieś Kapysticzi była centrum administracyjnym sielsowietu kapysticzańskiego, który w tymże roku został włączony (wraz z sielsowietem kostrowskim) w sielsowiet bierieznikowski.

## Demografia
W 2010 r. miejscowość zamieszkiwało 211 osób.

## Osobliwości
- Kurhan (w drodze do wsi Bupieł) i grodiszcze (z epoki żelaza – 2. połowa I tysiąclecia p.n.e.)
- Jezioro Malino
- Cerkiew Wprowadzenia Matki Bożej do Świątyni (1848)[2]